# XYZ (groupe)
Pour les articles homonymes, voir XYZ.
XYZ était un groupe rock britannique éphémère. Il est formé en 1981 par le bassiste Chris Squire et le batteur Alan White de Yes, le guitariste Jimmy Page de Led Zeppelin et le claviériste Dave Lawson de Greenslade.

## L'histoire
Le groupe se réunit après la rencontre de Jimmy Page avec Chris Squire et Alan White lors d'une fête peu avant Noël 1980. Le groupe rencontre également l'ancien claviériste et chanteur de Greenslade, Dave Lawson. Squire étant le principal auteur-compositeur du groupe, Page pense que le groupe a besoin d'un chanteur puissant et cherche à joindre l'ancien leader de Led Zeppelin, Robert Plant. Le 28 février 1981, Plant assiste à une répétition de XYZ, mais décide de ne pas rejoindre le groupe, citant son aversion pour la complexité de la musique et parce qu'il reste toujours profondément blessé par la mort de son ami de longue date, le batteur de Led Zeppelin, John Bonham.
Sans un engagement ferme de la part de la gérance et des problèmes contractuels concernant la responsabilité de la gestion du groupe (Peter Grant ou Brian Lane), le projet est mis de côté peu de temps après.
Chris Squire et Alan White enregistrent un single de Noël intitulé « Run with the Fox » en octobre 1981, avant de former Cinema, avec le guitariste sud-africain Trevor Rabin et le pianiste-organiste originel de Yes, Tony Kaye. Rabin tente d'abord de retravailler le matériel de XYZ avec ses chansons solo pour le nouveau groupe. Cinema devient une résurrection de Yes avec l'ajout de son ancien chanteur Jon Anderson et l'enregistrement de l'album 90125 en 1983. White a déclaré dans une interview de 2008 que « c'était le début de certaines chansons qui se sont retrouvées sur le prochain album de Yes ».
En 1984, Jimmy Page rejoint Yes sur scène, jouant I'm Down des Beatles lors d'un concert de leur tournée 9012Live au Westfalenhalle de Dortmund, en Allemagne. 
Page n'écarte pas la possibilité de publier le contenu de XYZ. Squire soutient l'idée, mais déclare que Page ne lui en n'a pas parlé. 
Une démo de quatre chansons composée de deux instrumentaux Mind Drive et Fortune Hunter et de deux chansons Can You See et Telephone Secrets avec Squire au chant existe et peut être trouvée sur les sites ROIO.

## Titres
- Mind Drive - Une partie de l'instrumental est retravaillée et se retrouve sur Mind Drive de l'album Keys to Ascension 2  de Yes (crédité en tant que composition du groupe).
- Fortune Hunter - l'autre instrumental est utilisé comme introduction à la chanson Fortune Hunter du groupe The Firm formé par Jimmy Page. À propos de Fortune Hunter. Squire explique: « L'une des démos a finalement été appelée Fortune Hunter et c'est un riff que Jimmy a de toute façon ajouté au mix. Une partie de notre chanson Mind Drive faisait également partie de ces sessions. La plupart des chansons étaient de moi. J'y étais le seul chanteur. »
- Can You See refait surface sur Can You Imagine sur l'album Magnification de Yes en 2001.
- Telephone Secrets reste inédite.

## Membres
- Jimmy Page - guitare
- Chris Squire - basse, chant
- Dave Lawson - claviers
- Alan White - batterie